# Clémence Poésy

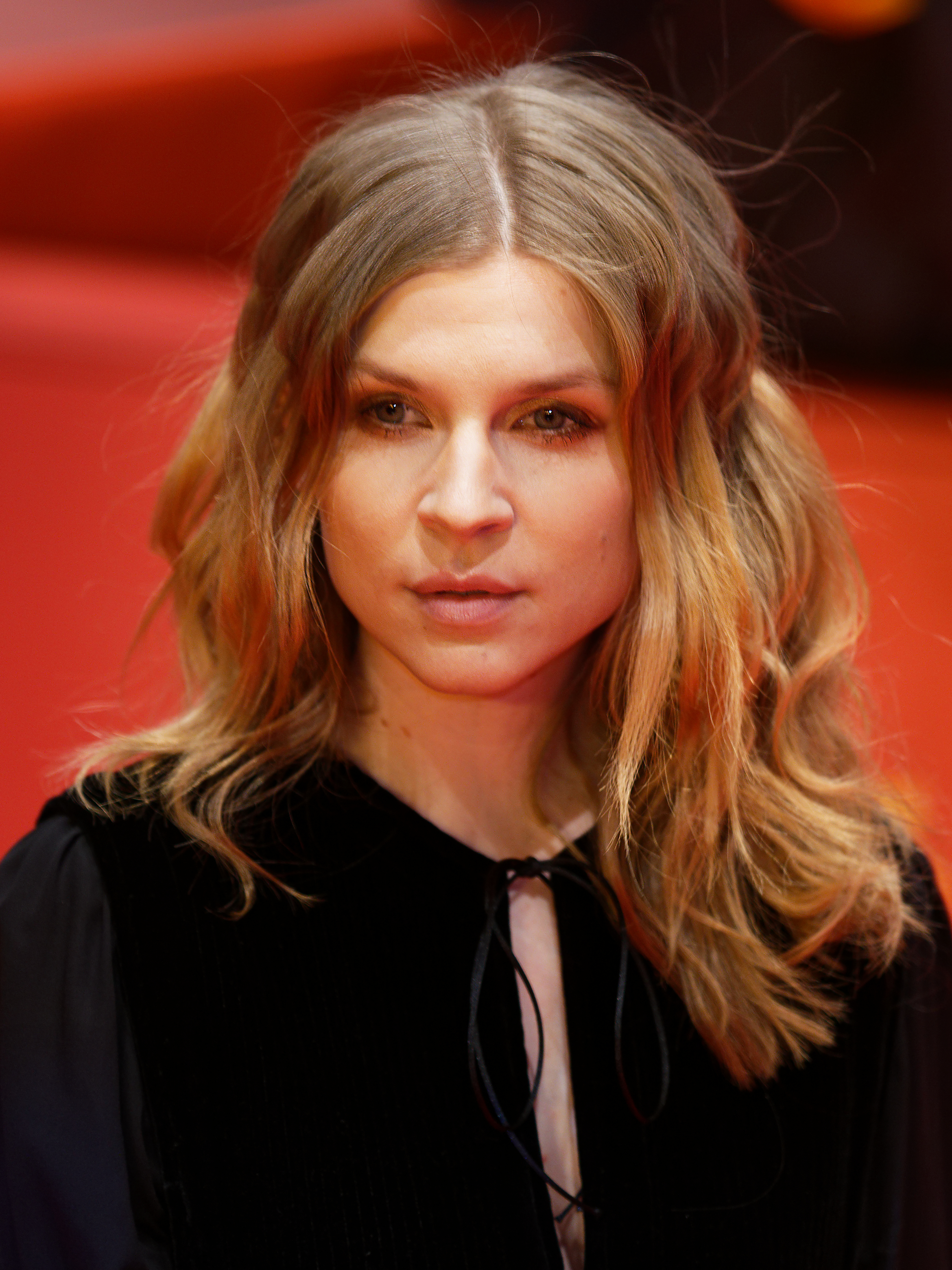
Clémence Poésy (Berlinale 2017)

Clémence Poésy, właściwie Clémence Guichard (ur. 30 października 1982 w L’Haÿ-les-Roses) – francuska aktorka.
Poésy to nazwisko panieńskie jej matki. Pierwsze role w serialach francuskich zaczęła grać w roku 1997. Przełomem w jej karierze była rola Fleur Delacour w filmie Harry Potter i Czara Ognia (2005). Pierwszą rolą w języku angielskim była Maria, królowa Szkotów w filmie Proch, zdrada i spisek (Gunpowder, Treason and Plot).

## Filmografia
Wybrane role filmowe i telewizyjne:
- 2001: Tania Boréalis ou L'étoile d’un été jako Maguy
- 2001: Petite soeur jako Anna
- 2003: Bienvenue chez les Rozes  jako Magali
- 2003: Carnets d’ados – La vie quand meme jako Jessica
- 2003: Olgas Sommer jako Olga
- 2004: Proch, zdrada i spisek jako Maria, królowa Szkotów
- 2005: Revelations jako E.C.
- 2005: Harry Potter i Czara Ognia jako Fleur Delacour
- 2006: Les Amants du Flore jako Lumi
- 2006: Le Grand Meaulnes jako Yvonne de Gallais
- 2007: Wojna i pokój jako Natasza Rostowa
- 2007: Ostatni Gang (Le Dernier Gang) jako Julie
- 2007: Sans moi jako Lise
- 2008: Najpierw strzelaj, potem zwiedzaj jako Chloë
- 2008: La Troisième partie du monde jako Emma
- 2009: Tort weselny  jako Bérengère
- 2010: Harry Potter i Insygnia Śmierci: Część I jako Fleur Delacour
- 2010: 127 godzin jako Rana
- 2011: Harry Potter i Insygnia Śmierci: Część II jako Fleur Weasley z domu Delacour
- 2013: Ostatnia miłość pana Morgana jako Pauline
- 2015: Sąsiedzi z dołu jako Kate
- 2016: Jutro będziemy szczęśliwi jako Kristin
- 2018: Geniusz: Picasso jako Françoise Gilot
- 2020: Niezłomni jako Emma
- 2020: Tenet jako Barbara